# 卡里姆·马西莫夫
卡里姆·马西莫夫（羅馬化：Kärım Qajymqanūly Mäsımov；1965年6月15日—），曾任哈萨克斯坦国家安全委员会主席。此前曾于2007年1月10日至2012年9月24日以及2014年4月2日至2016年9月8日两度担任哈萨克斯坦政府总理。
馬西莫夫1965年出生在蘇聯哈薩克切利諾格勒（今哈薩克斯坦阿斯塔纳）的一個维吾尔人家庭。曾就讀于盧蒙巴人民友誼大學（現在的俄羅斯人民友誼大學），1988年接受苏联公派前往中国北京语言大学留学学习一年语言、1989年9月转入武漢大學法學院攻读国际法，用3年时间修完4年的本科，于1992年7月提前毕业并获武汉大学法学学士学位，后来卡西莫夫又在哈薩克斯坦國家管理學院学习经济学，并获经济学博士学位，會說哈薩克語、俄語、漢語、英語和阿拉伯語。他曾在中國大陸和香港工作，在那裏他領導哈薩克斯坦的貿易業務。他曾於2006年1月19日至2007年1月9日期間擔任副總理。
2007年1月9日，總統納紮爾巴耶夫提名馬西莫夫作爲總理接替达尼亚尔·艾哈迈托夫。10日，馬西莫夫正式出任哈政府總理。
2012年9月24日馬西莫夫任期結束，總統納紮爾巴耶夫將他調任總統辦公室主任。2014年4月2日再次被總統納紮爾巴耶夫任命爲總理。
2016年9月8日开始改任哈萨克斯坦国家安全委员会主席，直至2022年1月5日反政府示威期间被以“叛国罪”逮捕为止，1月8日公开逮捕信息。